# Spell My Name
Spell My Name è il nono album in studio della cantante statunitense Toni Braxton, pubblicato il 28 agosto 2020 dalla Island Records.

## Accoglienza
| Recensione   | Giudizio |
| ------------ | -------- |
| Clash        | 6/10     |
| The Guardian |          |

Spell My Name ha ottenuto recensioni prevalentemente positive da parte dei critici musicali.
Kemi Alemoru del Guardian ha descritto l'album come un disco corposo che mostra la gamma stilistica e vocale di Braxton. Robin Murray, scrivendo per Clash, ha elogiato la maturità dei brani, pur criticando la scelta della cantante di non seguire le tendenze moderne dell'R&B.

## Tracce
1. Dance – 3:52 (Toni Braxton, Antonio Dixon)
2. Do It (con Missy Elliott) – 3:24 (Percy Bady, Toni Braxton, Paul Boutin, Antonio Dixon, Melissa Elliot, Kenneth "Babyface" Edmonds)
3. Gotta Move On (feat. H.E.R.) – 4:18 (Toni Braxton, Jeremih Felton, Kenneth Coby)
4. Fallin' – 2:57 (Ashante "Taranchyla" Reid, Jonathan Martin, Jordon Manswell, Kam Corvet, Toni Braxton)
5. Spell My Name – 3:21 (Johnny Yukon, Akeel Henry, Toni Braxton, Antonio Dixon)
6. O.V.E.Rr. – 3:10 (Angelica Vila, Patrick "J. Que" Smith, Toni Braxton, Antonio Dixon)
7. Happy Without Me – 3:46 (Kirby Lauryen, Frank Nitty, Ghara "PK" Degeddingseze, Kevin Ross, Toni Braxton)
8. Saturday Night – 4:01 (Badrilla "Bibi" Bourelly, Chris Braide, Tyler Johnson, Toni Braxton)
9. Do It (Original version) – 2:52 (Percy Bady, Toni Braxton, Paul Boutin, Antonio Dixon, Kenneth "Babyface" Edmonds)
10. Nothin' – 3:44 (Dapo Torimiro, Kam Parker, Kameron Glasper, Kenneth "Babyface" Edmonds) – bonus track

## Classifiche
| Classifica (2020) | Posizione massima |
| ----------------- | ----------------- |
| Stati Uniti       | 163               |